# Igreja de Nossa Senhora de Laeken

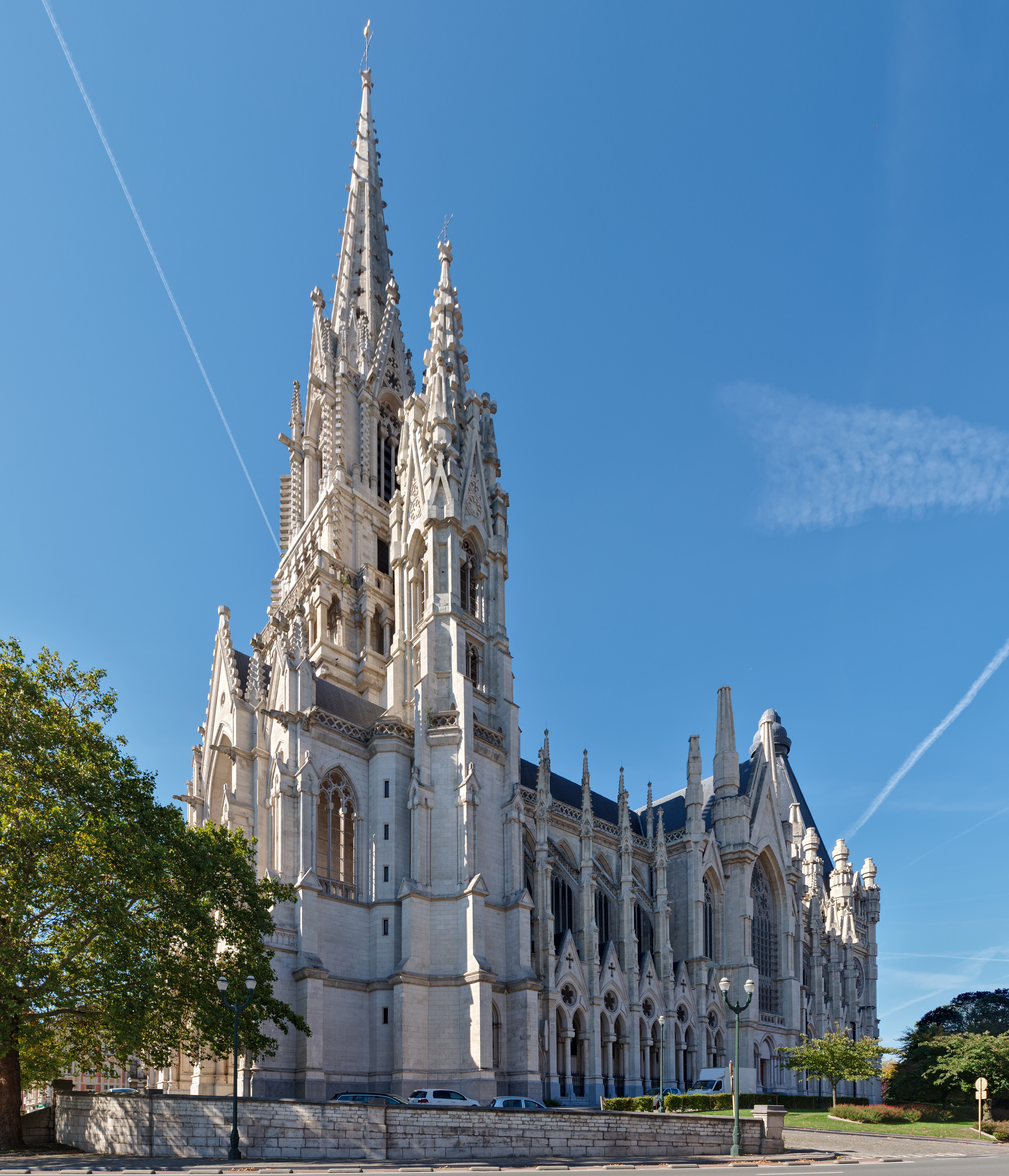

A Igreja de Nossa Senhora de Laeken é uma igreja neogótica do século XIX, localizada no final da Avenida da Rainha (Praça Nossa Senhora) em Laeken (Bruxelas, Bélgica). Construída por iniciativa de Leopoldo I para receber os restos mortais de sua esposa, a rainha Louise-Marie d'Orléans (cuja avenida foi nomeada em sua memória), desde então serviu de necrópole à família real belga.